# سید محمد هاشمی (بازیکن فوتبال)
سید محمد هاشمی (زادهٔ ۲ مارس ۱۹۹۴) یک بازیکن فوتبال اهل افغانستان است.
از باشگاه‌هایی که در آن بازی کرده‌است می‌توان به باشگاه فوتبال شاهین آسمایی اشاره کرد.
وی همچنین در تیم ملی فوتبال افغانستان بازی کرده‌است.